# انحلال الدم الوليدي
انحلال الدم الوليدي (بالانجليزية:Hemolytic disease of the newborn)، والمعروف أيضًا باسم داء انحلال الدم في الجنين والأطفال حديثي الولادة، HDN، HDFN، أو الحمر الجنيني (كثرة الأرومات الحمراء في الجنين) أو داء الحمراويات هو مرض مناعي للمستضد الخيفي، يحدث في الجنين عندما تقوم جزيئات الغلوبيولين المناعي G (أحد الخمسة أنواع الرئيسية من الأجسام المضادة)، الناتجة من الأم، بعبور المشيمة. بعض هذه الأجسام المضادة تهاجم خلايا الدم الحمراء في الدورة الدموية للجنين، فتقوم بتكسيرها وتدميرها (انحلال الدم). مما يؤدي إلى كثرة الشبكيات وفقر الدم في الجنين. تتراوح شدة المرض في الجنين من البسيطة إلى الحادة جدًا، يمكن أن يموت الجنين من فشل القلب (موه الجنين). عندما يكون المرض متوسطًا أو حادًا، تتواجد الكثير من الأرومات الحمراء (خلايا الدم الحمراء غير الناضجة) في دم الجنين، وهكذا يمكن أن تُسمّى هذه الأنواع من المرض باسم الحُمر الجنيني (أو كثرة أرومات الحمر الجنينية).

## تاريخ
كان المرض الانحلالي الوليدي (HDN) أحد الأسباب الرئيسية لإجهاض الجنين والوفاة بين الأطفال حديثي الولادة. ويُعتقد أن أول وصف للمرض كان في عام 1609 من قِبل قابلة فرنسية، شهدت ولادة طفلين توائم أحدهما تورّم وتُوفي بعد وقت قصير من الولادة، والآخر ظهرت عليه أعراض اليرقان وتُوفي بعد عدة أيام. على مدى السنوات الـ 300 التالية، وُصفت العديد من الحالات المماثلة التي فشل مواليدها في البقاء على قيد الحياة.
حتى عام 1950، تم توضيح السبب الكامن وراء انحلال الدم الوليدي. وهو تعرُّض خلايا الدم الحمراء في المولود الجديد للهجوم من قِبل الأجسام المضادة من الأم. يبدأ الهجوم والطفل لا يزال في الرحم وسببه عدم التوافق بين دم الأم والطفل.
وفي 1960، استخدمت تجارب الولايات المتحدة والمملكة المتحدة الأجسام المضادة العلاجية التي تتمكن من إزالة الأجسام المضادة المسببة للمرض من الدورة الدموية للأم. وأظهرت التجارب أن إعطاء الأجسام المضادة العلاجية للمرأة أثناء الحمل يمنع المرض إلى حد كبير. ثم في 1970، شملت الرعاية الروتينية السابقة للولادة فحص جميع الأمهات الحوامل للعثور على تلك الأجسام المضادة الخطرة، وإعطاء العلاج الوقائي وِفقًا لذلك. وقد أدى هذا إلى انخفاض كبير في حدوث انحلال الدم الوليدي، وخاصة الحالات الشديدة التي كانت مسؤولة عن وفاة الأطفال حديثي الولادة.

## العلامات والأعراض
يؤدي انحلال الدم إلى ارتفاع مستويات البيليروبين. فتظهر أعراض اليرقان بعد ولادة الطفل (اصفرار الجلد وتغير لون بياض العينين إلى الأصفر) ويزداد في غضون 24 ساعة بعد الولادة. ومثل أي حالة شديدة لليرقان الوليدي، هناك إمكانية لوصول البيليروبين إلى المخ مسببًا اليرقان الحاد أو المزمن. فقر الدم الشديد يمكن أن يسبب قصور القلب، الشحوب، وذمة في كل الجسم، تضخم الكبد و/ أو الطحال، وضيق التنفس. من المعروف أن أعراض ما قبل الولادة تُعرف باسم موه الجنين. وفي الأشكال الحادة يمكن أن يشمل هذا نمشات وفرفرية. قد يُولد الطفل ميتًا أو يموت بعد ولادته بفترة قصيرة.

## الأسباب
يتم إنتاج الأجسام المضادة عندما يتعرض الجسم لمستضدات غريبة عن تكوينه. فإذا تعرضت الأم لمستضد غريب، وأنتجت الغلوبيولين المناعي G (بدلا من الغلوبولين المناعي M الذي لا يعبر المشيمة)، فإن الغلوبيولين المناعي G يقوم باستهداف المستضد. إذا كان هذا المستضد موجودًا في الجنين، فإن ذلك يمكن أن يؤثر في الرحم ويستمر بعد الولادة. النماذج الثلاثة الأكثر شيوعا لامرأة أنتجت الغليوبيولين المناعي G ضد مستضد معين هي:
- يمكن أن يحدث نزيف الأم والجنين بسبب الإجهاض، الولادة، انفصال المشيمة خلال الحمل، أو الإجراءات الطبية التي أُجريت خلال فترة الحمل واخترقت جدار الرحم. في حالات الحمل اللاحقة، إذا حدثت حالة مماثلة في الجنين، تكون هذه الأجسام المضادة قادرة على عبور المشيمة لتصل دم الجنين وتعلق بخلايا دمه الحمراء مسببة انحلال الدم. بعبارة أخرى، إذا كانت أم لديها الغليوبيولين المناعي G المضاد لعامل ريسوس، نتيجة لحمل سابق لجنين لديه عامل ريسوس موجب، هذا الجسم المضاد سيؤثر فقط على جنين ذو دم إيجابي لعامل ريسوس.
- قد تكون المرأة تلقت نقل الدم العلاجي من قبل، لذا فأصبح تحديد نوع الدم وِفقًا لنظام فصائل الدم ABO أو لمستضدات عامل ريسوس Rh أمرًا روتينيًا قبل نقل الدم.

كانت هناك اقتراحات مفادها تجنب نقل دم ذو عامل ريسوس موجب للنساء في سن الإنجاب أو الفتيات الصغيرات لتجنب احتمالية تكون الأجسام المضادة، ولكن هذا من شأنه أن يُجهد موارد خدمات نقل الدم، كما يُعتبر الكشف عن هذه المجموعات من الدم مُكلفًا اقتصاديًا. ويمكن أيضًا أن يكون سبب انحلال الدم الوليدي أجسام مضادة لمجموعة متنوعة من مستضدات نظام فصائل الدم الأخرى، ولكن عامل ريسوس وkell هي الأكثر شيوعًا.
- يمكن أن يحدث النموذج الثالث للتحسس في النساء ذوات فصيلة الدم O. و لأن الاستجابة المناعية لمستضدات A و B، التي توجد على نطاق واسع في البيئة، عادة ما تُنتج الغلوبولين المناعي المضاد لفصيلتي الدم A و B في وقت مبكر في الحياة. تكون النساء ذوات فصيلة الدم O أكثر عرضة لتكوين الغليوبيولين المناعي G ، وتكون هذه الأجسام المضادة قادرة على عبور المشيمة.

لأسباب غير معروفة، لوحِظ أن تكوُّن الأجسام المضادة لفصيلتي A و B لدى الأمهات والمُسبب لمرض انحلال الدم الوليدي أكثر من من مرض ABO.
حوالي 15٪ من حالات الحمل لأم فصيلة دمها من نوع O وطفلها من نوع A أو B، فقط 3% من حالات الحمل هذه سوف ينتج عنها مرض انحلال الدم نتيجة لعدم توافق A/B/O. وعلى النقيض من مستضدات A و B؛ لا تتكون الأجسام المضادة الخاصة بعامل ريسوس عند التعرُّض لمستضدات البيئة.

## التشخيص المَصْلي
- نظام ABO [10]
- مرض انحلال الدم لحديثي الولادة ABO يمكن أن يتراوح بين معتدل وحاد، ولكن عمومًا هو مرض معتدل.
- الأجسام المضادة لـA
- الأجسام المضادة لـB
- نظام عامل ريسوس[11]
- مرض انحلال الدم لحديثي الولادة نتيجة عامل ريسوس D (غالبا ما يُسمى مرض ريسوس D) هو الشكل الأكثر شيوعًا للمرض الشديد من انحلال الدم.[12]
- مرض انحلال الدم عند الوليد ريسوس E: حالة معتدلة
- مرض انحلال الدم ريسوس C عند الأطفال حديثي الولادة يمكن أن يتراوح من متوسط إلى شديد - وهو الشكل الثالث الأكثر شيوعا لمرض انحلال الدم الشديد.
- مرض انحلال الدم الوليدي ريسوس e - نادر
- مرض انحلال الدم الوليدي ريسوس c - نادر
- اجتماع الأجسام المضادة (مثل حدوث مضادات عامل ريسوس c و E معًا) - يمكن أن يكون خطيرًا
- نظام Kell
- مرض انحلال الدم الوليدي نتيجة مضادات Kell
- الأجسام المضادة لـ K1- يتراوح المرض من المعتدل إلى الشديد - أكثر من نصف الحالات سببها تكرار نقل الدم - وهي السبب الثاني الأكثر شيوعًا لمرض انحلال الدم الوليدي الشديد
- الأجسام المضادة لK4، الأجسام المضادة لـK2، الأجسام المضادة لـ K3: حالات نادرة
- أجسام مضادة أخرى لمجموعات الدم: (kidd, lweis, Duffy, MN, P وغيرها)

## التشخيص
يستند تشخيص مرض انحلال الدم على التاريخ المرضي ونتائج الاختبارات المعملية:
اختبارات للجنين في الرحم:
- الموجات فوق الصوتية
- بزل السلى (أخذ عينة من السائل الأمنيوسي)
- أخذ عينة من دم الجنين عن طريق الحبل السري

اختبارات الدم التي يتم عملها لطفل حديث الولادة:
- اختبار مستوى البيليروبين في دم الطفل للكشف عن اليرقان.
- اختبار الحبل السري للطفل لمعرفة فصيلة دمه وعامل ريسيس، عدد خلايا الدم الحمراء والأجسام المضادة.
- تُظهر اختبارات الدم زيادة الشبكيات والأرومة الحمراء (المعروف أيضا باسم خلايا الدم الحمراء ذات الأنوية) تحدث في المرض المعتدل والشديد.
- اختبار كومبس المباشر يكون إيجابيًا (قد يكون سلبيًا بعد نقل الدم للجنين داخل الرحم)[5]

اختبارات الدم التي يتم عملها للأم:
- اختبار كومبس غير المباشر ويكون إيجابيًا [5]

## مضاعفات وحالات مماثلة
يمكن أن تشمل مضاعفات مرض انحلال الدم الوليدي:
1. اليرقان نتيجة لمستويات مرتفعة من البيليروبين والذي قد يؤدي إلى تلف المخ
2. تضخم الكبد والطحال نتيجة للبيليروبين الزائد
3. متلازمة الصفراء و / أو صبغ الأسنان باللون الأخضر
4. فقر الدم الانحلالي
5. تراكم السوائل وتورم الطفل (موه الجنين)
6. مشاكل الوظائف العقلية والحركية والسمع والكلام
7. التشنجات
8. فشل القلب والوفاة

من الحالات المماثلة: فقر الدم الانحلالي، التوكسوبلازما الخلقية، مرض الزهري، انسداد القناة الصفراوية، التهابات بسبب الفيروس المضخم للخلايا.

## الوقاية
تستخدم أنواع خاصة من الغلوبيولين المناعي تُدعى RhoGAM، الآن لمنع المرض في الأمهات ذوات عامل ريسوس سلبي.
إذا كان الزوج إيجابي لعامل ريسوس أو إذا لم يُعرف له فصيلة الدم، تُعطى الأم حقنة من RhoGAM خلال الثُلث الثاني من الحمل. وإذا كان الطفل هو إيجابي لعامل ريسوس، فإن الأم تُعطى الحقنة الثانية في غضون أيام قليلة بعد الولادة.
هذه الحقن تمنع تطوير أجسام مضادة ضد الدم الموجب لعامل ريسوس. لذا، يجب على هؤلاء النساء الحصول على حقن في الحالات التالية:
- خلال كل فترة حمل
- بعد الإجهاض
- بعد اختبارات ما قبل الولادة مثل بزل السلى
- بعد إصابة في البطن أثناء الحمل[14]

## العلاج
تم في الـ 30 سنة الأخيرة، تطوير طرق للحد من هذا المرض، الناتج عن عدم تلاؤم Rh، مما أدى لانخفاض انتشار المرض من 100:1 ل-3:1 حالة لكل 1000 رضيع حيّ.
قبل الولادة، تشمل الخيارات المتاحة للعلاج: نقل دم للجنين داخل الرحم أو تحفيز الولادة في وقت مبكر إذا اكتمل نمو الرئتين، أو حدث ضيق التنفس الجنيني، أو مرَّ 35-37 أسبوعًا من الحمل. قد تخضع الأم أيضًا لتبديل البلازما للحد من مستويات الأجسام المضادة المنتشرة في الدم بنسبة تصل إلى 75٪.

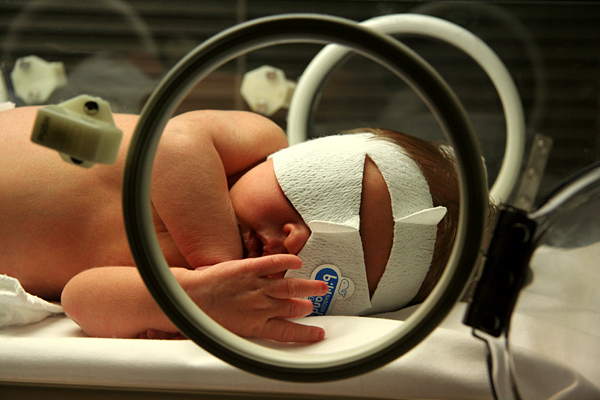
العلاج الضوئي لليرقان في حديثي الولادة

بعد الولادة، يعتمد العلاج على شدة الحالة، ولكن يمكن أن يشمل مراقبة درجة الحرارة، العلاج الضوئي لليرقان، نقل الدم المُعبأ، وتبديل الدم بفصيلة دم متوافقة مع كل من الأم والرضيع، وبيكربونات الصوديوم لتصحيح الحماض و / أو التنفس الصناعي.
تُعطى الأمهات ذوات الدم ريسوس سلبي، واللاتي سبق لهن الحمل بجنين ذو دم ريسوس إيجابي، الجلوبيولين المناعي (RhIG) في الأسبوع الـ 28 خلال فترة الحمل، وفي الأسبوع الـ34 خلال فترة الحمل، وخلال 48 ساعة بعد الولادة لمنع التحسس للمستضد D. وهو يعمل عن طريق ربط أي خلايا دم حمراء للجنين مع المستضد D قبل أن تصبح الأم قادرة على إنتاج استجابة مناعية وتكوين الأجسام المضادة مثل الغلوبيولين المناعي G. من عيوب العلاج في مرحلة ما قبل الولادة بالـRhIG: أنه يؤدي إلى ظهور الأجسام المضادة الإيجابية عندما يتم اختبار دم الأم، مما يجعل من الصعب تمييزها عن الاستجابات المناعية الطبيعية التي تؤدي إلى إنتاج الأجسام المضادة.

## علم الأوبئة
يؤثر المرض الانحلالي في الجنين والأطفال حديثي الولادة على ما يُقدّر بنحو 3 في 100,000 إلى 80 في 100,000 مريض سنويًا.
منذ ظهور الوقاية الروتينية للنساء المُعرضات للخطر؛ انخفض معدل الإصابة من 45 حالة لكل 10,000 ولادة إلى 10.2 حالة لكل 10,000 من مجموع المواليد، مع أقل من 10٪ من الحالات التي تتطلب نقل الدم داخل الرحم.
حاليا، لا يزال مضاد D واحدًا من الأجسام المضادة الأكثر شيوعًا في النساء الحوامل، يليه مضاد K، ومضاد C. وتبلغ نسب الأجنة الذين يحتاجون إلى عمليات نقل داخل الرحم: 85٪، 10٪، و 3.5٪ على التوالي. يحدث عدم التوافق ABO في كثير من الأحيان خلال فترة الحمل الأولى وموجود في حوالي 12٪ من حالات الحمل، مع أدلة على تحسس الجنين في 3٪ من الولادات الحية. وترتبط أقل من 1٪ من المواليد بانحلال الدم الشديد.
- العِرق:[17] يحدث المرض في كل من البيض والسود على حد سواء إلا انه نادر الحدوث في النساء الآسيويات.

## المرض في الحيوانات
يعتبر مرض انحلال الدم في الأطفال حديثي الولادة أكثر شيوعًا في القطط (حيث يُعرف باسم "متلازمة تلاشي الهريرة") والمهرات، وأيضًا في الجراء.

## وصلات خارجية
- Geifman-Holtzman، O؛ Wojtowycz M؛ Kosmas E؛ Artal R (1997). "Female allo-immunization with antibodies known to cause hemolytic disease". Obstetrics and Gynecology. ج. 89 ع. 2: 272–275. DOI:10.1016/S0029-7844(96)00434-6. ISSN:0029-7844. PMID:9015034.
- Mollison، PL؛ Engelfriet CP؛ Contreras M (1997). Blood Transfusion in Clinical Medicine (ط. 10th). Oxford, UK: Blackwell Science. ISBN:0-86542-881-6.
- Blood Groups and Red Blood Cell Antigens: Hemolytic disease of the newborn